# Дмитриево-Усадское сельское поселение
Дмитриево-Усадское се́льское поселе́ние — упразднённое муниципальное образование в Атюрьевском районе Мордовии Российской Федерации.
Административный центр — село Дмитриев Усад.

## История
Статус и границы сельского поселения установлены Законом Республики Мордовия от 28 декабря 2004 года № 116-З «Об установлении границ муниципальных образований Атюрьевского муниципального района, Атюрьевского муниципального района и наделении их статусом сельского поселения и муниципального района».
Упразднено Законом от 24 апреля 2019 года с включением всех населённых пунктов в Атюрьевское сельское поселение.

## Население
| 2002 | 2010 | 2012 | 2013 | 2014 | 2015 | 2016 |
| ---- | ---- | ---- | ---- | ---- | ---- | ---- |
| 664  | ↘432 | ↘404 | ↘374 | ↘349 | ↘329 | ↘307 |
| 2017 | 2018 | 2019 |      |      |      |      |
| ↘294 | ↘279 | ↘255 |      |      |      |      |

## Состав сельского поселения
| № | Населённый пункт  | Тип населённого пункта | Население |
| - | ----------------- | ---------------------- | --------- |
| 1 | Вярьвель          | деревня                | ↘12       |
| 2 | Дмитриев Усад     | село                   | ↘406      |
| 3 | Зимовка           | посёлок                | ↘0        |
| 4 | Кутырки           | деревня                | ↘11       |
| 5 | Нижняя Богдановка | деревня                | ↘0        |
| 6 | Озерки            | посёлок                | ↘3        |
| 7 | Рыжевка           | посёлок                | →0        |